# Šútovo
Šútovo este o comună slovacă, aflată în districtul Martin din regiunea Žilina, pe malul râului Váh. Localitatea se află la altitudinea de 448 m deasupra n.m., se întinde pe o suprafață de 16,63 km2 și în 2017 număra 507 locuitori.

## Istoric
Localitatea Šútovo este atestată documentar din 1403.

## Demografie
| An:                | 1994 | 2004   | 2014   | 2024   |
| ------------------ | ---- | ------ | ------ | ------ |
| Număr de persoane: | 509  | 505    | 513    | 509    |
| Diferență:         |      | −0,78% | +1,58% | −0,77% |

| An:                | 2023 | 2024   |
| ------------------ | ---- | ------ |
| Număr de persoane: | 506  | 509    |
| Diferență:         |      | +0,59% |